# Jim Belushi
James ”Jim” Belushi, född 15 juni 1954 i Chicago, Illinois, är en amerikansk skådespelare, komiker, sångare och musiker. Belushi har bland annat spelat Jim i komediserien Jims värld (2001–2009) och medverkat i serier som Saturday Night Live (1983–1985), Wild Palms (1993), Aaahh!!! Riktiga Monster (1994–1997) och Twin Peaks (2017). Han har även medverkat i filmer som Gatans lag (1981), Ombytta roller (1983), Härom natten (1986), Salvador (1986), Red Heat (1988), En snut på hugget (1989), Ursäkta, är vi gifta? (1990), Curly Sue (1991), Klappjakten (1996), Underdog (2007) och The Ghost Writer (2010).

## Biografi
Jim Belushi växte upp i Wheaton i Illinois. Han är det tredje barnet i en syskonskara om fyra. Hans äldre bror var komikern och skådespelaren John Belushi som hade stora framgångar på 1970-talet, men gick bort 1982. Fadern Adam Belushi kom från Albanien till USA 1934, vid 15 års ålder. Modern, Agnes, föddes i USA men hennes föräldrar kom också från Albanien. Belushi studerade vid Southern Illinois University och utbildade sig där i tal- och teaterkonst.

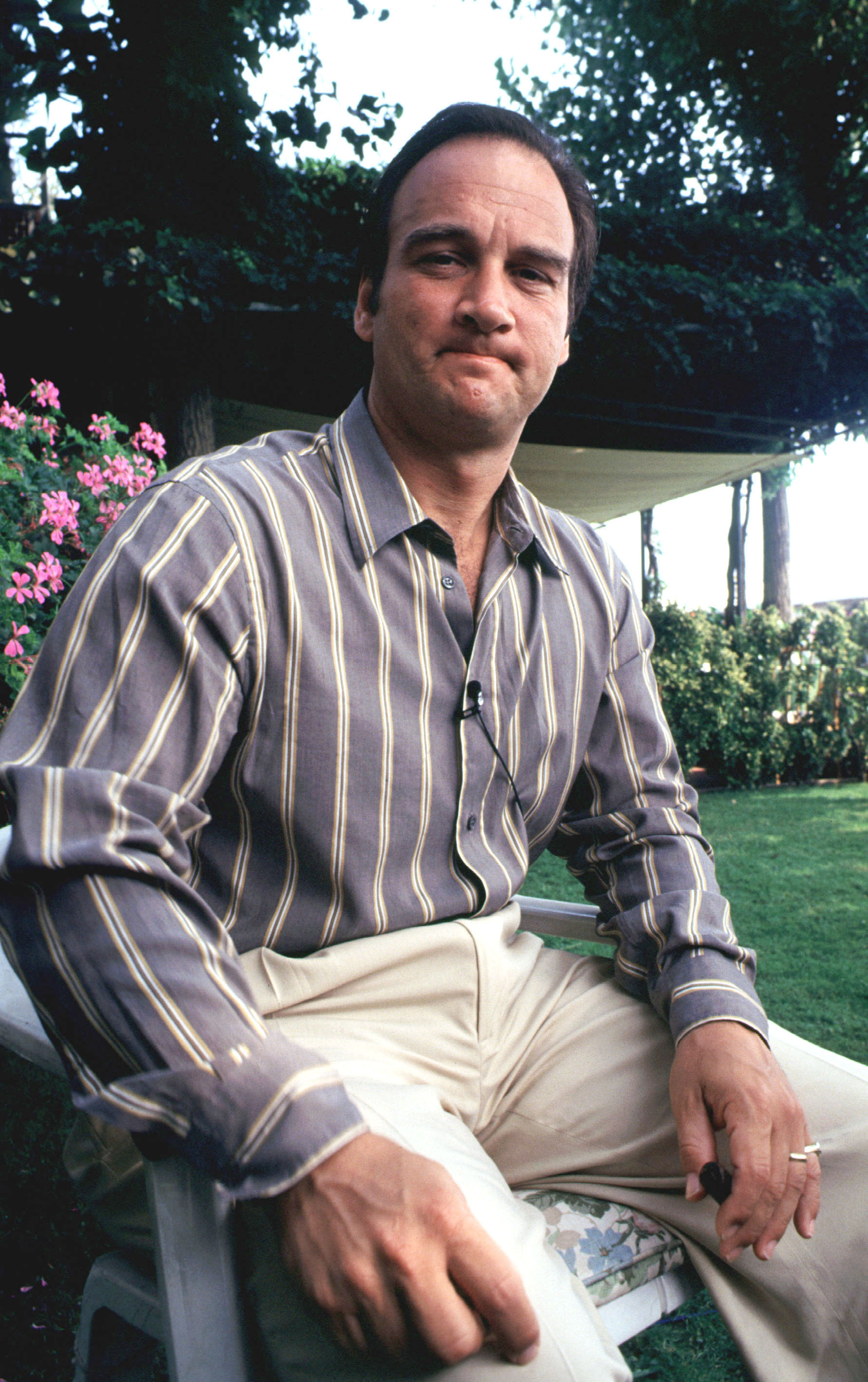
Jim Belushi 1982.

Från 1977 till 1980 följde han brodern John och arbetade i teatergruppen The Second City i Chicago. Under den här perioden uppträdde han i sin TV-debut Who's Watching the Kids 1978. Hans första stora roll kom 1981 i Michael Manns film Gatans lag. Från 1983 och fram till 1985 skrev han och uppträdde i Saturday Night Live.
Åren 2001-2009 hade Belushi en egen sitcomserie, Jims värld (According to Jim), där han spelade familjefadern Jim. Han spelade även advokaten Nick Morelli i serien The Defenders. Belushi ger emellanåt konserter med Sacred Hearts Blues Band där han bland annat spelar munspel. Han är tillsammans med Dan Aykroyd delägare i några av nattklubbarna House of Blues.

### Privatliv
Belushi har varit gift tre gånger. I maj 1980 gifte han sig med Sandra Davenport, som födde deras son, i oktober 1980. Belushi och Davenport skilde sig 1988. Belushi var gift med skådespelerskan Marjorie Bransfield från 1990 till 1992. Han gifte sig med Jennifer Sloan i maj 1998; paret har en dotter och en son. Den 5 mars 2018 ansökte Jennifer Sloan om skilsmässa från Belushi. De två har sedan försonats.

## Filmografi i urval
- 1978 – Who's Watching the Kids (TV-serie)
- 1981 – Gatans lag
- 1983–1985 – Saturday Night Live (TV-serie)
- 1985 – En kille i rött
- 1986 – Salvador
- 1986 – Härom natten
- 1986 – Jumpin' Jack Flash
- 1986 – Little Shop of Horrors
- 1987 – Rektorns lag
- 1988 – Red Heat
- 1989 – En snut på hugget
- 1990 – Han är jag!
- 1990 – Ursäkta, är vi gifta?
- 1991 – Curly Sue
- 1992 – Trubbelmakarna
- 1994 – Royce
- 1995 – Sahara
- 1995 – Canadian Bacon
- 1995 – Pingvinen och lyckostenen
- 1997 – Babes in Toyland (röst)
- 1997 – Gang Related
- 1999 – En snut på hugget 2
- 2001 – Joe Somebody
- 2001–2009 – Jims värld (TV-serie)
- 2002 – Snow Dogs
- 2004 – DysEnchanted
- 2006 – Vilddjuren
- 2007 – Underdog
- 2011 – New Year's Eve
- 2017 – Twin Peaks (TV-serie)
- 2017 – Wonder Wheel
- 2025 – The Chronology of Water
- 2025 – Song Sung Blue